# Poplar Eyot
Poplar Eyot oder Poplar Ait ist eine Insel in der Themse in England nahe dem Ort Shiplake, Oxfordshire. Die Insel liegt flussaufwärts des Marsh Lock.
Die Insel ist bewaldet und nur mit dem Boot erreichbar.